# Huang Xing
Huang Xing (黄兴, 25 octobre 1874 – 31 octobre 1916), est un chef révolutionnaire chinois qui fut commandant-en-chef de la 1re armée de la République de Chine. Membre fondateur du Kuomintang et de la République de Chine, il est second dans la hiérarchie juste après Sun Yat-sen. Ensemble, ils sont surnommés les « Sun-Huang » durant la révolution chinoise de 1911. Il est également connu sous le surnom du « général aux huit doigts » en raison de ses blessures subies durant la guerre. Sa tombe se trouve sur le mont Yuelu à Changsha dans la province du Hunan en Chine.
Huang est né dans le village de Gaotang, aujourd'hui dans la ville de Changsha. Comme ses compatriotes nés avant 1949, il adopte différents noms durant sa vie. Son nom de naissance est Huang Zhen, mais il s'appelle ensuite Huang Xing. Il est aussi appelé Huang Keqiang et Qing Wu. Après 1911, il adopte également les noms Li Youqing et Zhang Shouzheng.

## Biographie

### Jeunesse et formation
Huang Xing commence ses études à la prestigieuses académie du sud de Changsha en 1893, et reçoit son titre de Jinshi titre académique le plus élevé, à seulement 22 ans. En 1898, il est choisi pour aller étudier au collège Wuchang Lianghu, d'où il sort diplômé en 1901. L'année suivante, il est sélectionné par Zhang Zhidong pour aller étudier au Japon et entre à l'université Hongwen de Tokyo.
Au Japon, Huang développe un intérêt pour le domaine militaire, et étudie les techniques modernes de guerre auprès d'officiers japonais durant son temps libre. Il pratique l'équitation et le tir tous les matins. Cette formation militaire lui sera utile plus tard dans son rôle de chef révolutionnaire.

### Premiers combats
En 1903, Huang fonde l'« armée de volontaires anti-Russie » en rassemblant plus de deux-cents camarades étudiants au Japon. L'armée, rapidement dissoute par les autorités japonaises, proteste contre l'hégémonie grandissante de la Russie en Mongolie-Extérieure et son occupation du Nord-Est de la Chine après la révolte des Boxers. Plus tard dans l'année, il retourne en Chine et organise une rencontre avec Chen Tianhua, Song Jiaoren et plus de 20 autres personnes. Le groupe fonde le Huaxinghui, un parti révolutionnaire secret dédié au renversement de la dynastie Qing. Huang Xing en est élu président.
Le Huaxinghui coopère avec d'autres partis révolutionnaires, et en 1905, planifie un soulèvement armé à Changsha lors de la célébration du 70e anniversaire de l'impératrice douairière Cixi. Le plan du Huaxinghui est découvert et ses membres (dont Huang) sont forcés de fuir au Japon. Sur place, Huang rencontre Sun Yat-sen et l'aide à fonder le Tongmenghui, un autre parti révolutionnaire dédié au renversement de la dynastie Qing. Huang sert au poste d'officier des affaires générales, et devient le second plus puissant du Tongmenghui, après Sun Yat-sen. À la suite de la fondation de ce nouveau parti, Huang voue sa vie et son énergie à la révolution.

### Tentatives de soulèvements
En 1907, Huang retourne secrètement en Chine et se rend à Hanoï en Indochine française afin de participer à de nombreuses révoltes, comme celles de Qinzhou, de Fangcheng, et du col de l'amitié (en). Toutes ces révoltes échouent. À l'automne 1909, Huang est commissionné par Sun Yat-sen pour établir une branche du Tongmenghui dans le sud de la Chine et pour préparer un soulèvement à Guangzhou. En été 1909, Huang mène une autre révolte mais celle-ci échoue. En octobre 1909, il préside une assemblée avec Sun Yat-sen dans la colonie britannique de Penang (aujourd'hui en Malaisie). L'assemblée décide de concentrer ses ressources humaines et financières dans l'organisation de soulèvements à Guangzhou.
En été 1911, Huang crée un groupe à Hong Kong chargé de planifier le soulèvement de Guangzhou et en prend la direction. Le 27 avril, il lance le second soulèvement de Guangzhou (en), et mène des centaines de personnes pour capturer le vice-roi du Guangdong et du Guangxi, sans succès car celui-ci s'échappe en escaladant les murailles de la ville. La révolte est le dernier échec révolutionnaire avant le soulèvement de Wuchang, qui parvient en définitive à renverser les Qing à la fin de l'année 1911. Huang Xing se rend de Shanghai à Wuchang pour commander les forces révolutionnaires à la bataille de Yangxia (en) contre les forces loyales aux Qing de Yuan Shikai.

### Opposé à Yuan Shikai
Le 1er janvier 1912, le gouvernement provisoire de Nankin est fondé, et Huang en devient l'un de ses chefs. En août 1913, il devient directeur du Kuomintang. En mars 1913, le président provisoire de la nouvelle République de Chine, Yuan Shikai, réussit à faire assassiner le président du Kuomintang, Song Jiaoren, dont le parti avait gagné les premières élections en Chine et avait montré ses intentions de limiter les pouvoirs de Yuan au sein du nouveau gouvernement.
En 1913, Yuan Shikai expulse les membres du Kuomintang de tous les postes du gouvernement et déplace celui-ci à Pékin. Huang reste à Nankin et tente de réorganiser l'armée du Sud pour s'opposer à Yuan. Mais à cause d'un manque de trésorerie, ses soldats se mutinent et Huang abandonne Nankin pour se réfugier dans les concessions étrangères de Shanghai. Sun Yat-sen fuit de nouveau au Japon en novembre 1913.
En juillet 1913, Sun rassemble des forces pour combattre Yuan et la « seconde révolution » éclate. Le 14 juillet, Huang part de Nankin pour se rendre à Shanghai et convaincre le gouverneur militaire du Jiangsu de déclarer l'indépendance de la province vis-à-vis de Yuan et le nommer commandant des forces armées, sans succès. Après cet échec, Huang retourne se réfugier au Japon.

### Dernières années
Huang s'exile aux États-Unis en 1914, et Yuan Shikai s'autoproclame empereur en 1915. Huang réunit des fonds afin de former l'« armée de protection de la nation du Yunnan ». Après la mort de Yuan, en juin 1916, Huang retourne en Chine. En octobre 1916, il meurt à Shanghai à l'âge de 42 ans. Le 15 avril 1917, il reçoit des funérailles nationales et est enterré à Changsha sur le mont Yuelu.

## Commémorations
- À Changsha, la rue Nanzheng est renommée route Huang Xing en 1934. Il y a également des routes nommées en son honneur à Shanghai et Wuhan.
- Son village natal est renommé Huang Xing en son honneur.
- Tout comme le parc Zhongshan (en), la parc Huang Xing à Shanghai est nommé en son honneur.
- En 1932, son portrait est utilisé sur les timbres de la République de Chine commémorant les martyrs de la révolution.
- Son ancienne résidence (en) à Changsha est aujourd'hui devenu un musée sur sa vie.

### Dans la culture populaire
Huang Xing est joué par Jackie Chan dans le film 1911, sorti en 2011 pour le 100e anniversaire du soulèvement de Wuchang.
- Notices d'autorité :   - VIAF
  - ISNI
  - IdRef
  - LCCN
  - GND
  - Japon
  - Pays-Bas
  - Israël
  - WorldCat
- Ressource relative aux beaux-arts :   - British Museum